# Museu Nacional de Arte Contemporânea do Chiado
O Museu Nacional de Arte Contemporânea (MNAC), fundado em 1911, é um museu de arte contemporânea situado no centro histórico de Lisboa. O MNAC está instalado em parte do antigo Convento de São Francisco da Cidade, o qual alberga também, na restante área do conjunto conventual, a Faculdade de Belas Artes da Universidade de Lisboa e a Academia Nacional das Belas Artes.
O MNAC foi inteiramente reconstruído em 1994, sob projecto do arquitecto francês Jean-Michel Willmotte.
O antigo Convento de São Francisco da Cidade encontra-se classificado como Imóvel de Interesse Público desde de 1993.

## História
Pouco depois da implantação da República em Portugal, o Governo decidiu dividir as colecções do antigo Museu Nacional de Belas-Artes e Arqueologia. Assim, no anterior espaço, o Palácio das Janelas Verdes, ficou doravante instalado o Museu Nacional de Arte Antiga, que herdou daquele as obras artísticas e históricas realizadas até 1850. Para o Chiado, em parte do antigo Convento de São Francisco da Cidade, num espaço vizinho da Academia de Belas Artes, foram as obras posteriores a 1850. Este passou a ser o Museu Nacional de Arte Contemporânea. 
A instalação, ainda que a título provisório, do Museu Nacional de Arte Contemporânea no Convento de São Francisco vinha simbólica e oportunamente situá-lo na zona frequentada pelas tertúlias das gerações representadas no museu. Ocupava os antigos salões onde as exposições dos românticos e naturalistas haviam tido lugar.

### 1994
Com o incêndio do Chiado, em Agosto de 1988, ainda que o fogo não tenha atingido o museu, as obras de arte foram retiradas como medida cautelar. Decidiu a então Secretaria de Estado da Cultura, Teresa Patrício Gouveia, que o destino das instalações deveria ser repensado. O governo francês ofereceu um projecto de renovação dos espaços da autoria do arquitecto Jean-Michel Wilmotte que, com uma equipa dirigida pela historiadora de arte Raquel Henriques da Silva, redefiniu o museu tal como se apresenta desde a sua reinauguração em 12 de Julho de 1994.

### 2020
Nos últimos anos, o envolvimento da sociedade civil com o MNAC tem aumentado exponencialmente, sendo inúmeras as doações de obras de arte, nas mais diversas áreas disciplinares artísticas, por parte de artistas, herdeiros, coleccionadores e mecenas — incluindo o Grupo de Amigos do MNAC.
Essas doações ampliam as leituras da colecção, potenciam a investigação e contribuem para o enriquecimento do conhecimento da Arte Portuguesa. Legados muito relevantes têm permitido ao Museu estabelecer novas relações entre artistas (nacionais e internacionais), esclarecer métodos de trabalho e técnicas, e redes profissionais antes intuídas e agora comprovadas.
O protocolo recente entre o MNAC e a Fundação Millennium bcp, o principal mecenas do museu desde 2019, colocando em diálogo as colecções de ambas as instituições, amplia de modo muito significativo a capacidade de criar novos discursos expositivos. A nova Galeria Millennium bcp, inaugurada em 2021, contribui também para acentuar a partilha, através de uma programação desafiadora.

### 2021
Durante os confinamentos devido à pandemia de Covid-19, o Serviço Educativo lançou o ciclo de conferências on-line Conversas Sobre o Retrato que deram voz a vários académicos especializados em História da Arte, Crítica de Arte, Pintura, Fotografia, Literatura e Moda, assim como o curso de desenho e pintura O Fungagá das Artes, apresentado pelos artistas Nelson Ferreira e António Faria, que se revelou extremamente popular e chegou a 42.000 famílias por episódio. Os milhares de desenhos feitos em casa serviram como bilhete de entrada no MNAC para toda a família. O programa O Fungagá das Artes foi posteriormente galardoado pela Associação Portuguesa de Museologia com o Prémio APOM 2022 de melhor Projecto de Educação e Mediação Cultural.

### 2022
Sendo o museu um espaço de diálogo que deseja trabalhar para todas as faixas etárias e níveis de literacia, foi organizada a exposição para crianças “A outra vida dos animais”. Esta mostra reuniu vários artistas, tendo como tema a perda da biodiversidade. O MNAC também organizou a primeira exposição de sempre de Veloso Salgado, em França, com cerca de 60 obras, dando a conhecer a ligação deste mestre aos pintores de Wissant. Também inaugurou a exposição “A pintura sublimou o espírito” que foi fruto da primeira residência artística no Jardim das Esculturas do MNAC, em que as aguarelas, inspiradas na colecção de escultura em exposição no jardim, foram um tributo do artista Nelson Ferreira aos artistas académicos com obra aí exposta.  Os tons azuis presentes nas pinturas executadas durante esta residência artística levaram à criação da curta metragem experimental “Azul no Azul” do cineasta Gianmarco Donaggio. Estas obras foram posteriormente expostas no Museu Nacional de Soares dos Reis.

## Missão
O Museu Nacional de Arte Contemporânea (MNAC), com a sua missão definida na sua criação, em 1911 (com fundos de obras de arte nacionais e estrangeiras a partir de 1850), e reafirmada na sua reabertura em 1994, com pressupostos relativos ao estudo das colecções e a sua ampliação ao contemporâneo (sempre articulado com uma linha programática coerente e distintiva), continua a investigar e divulgar a história e a criação artística portuguesa de 1850 à actualidade).
Com uma programação expositiva em estreita relação com a programação do Serviço Educativo, o museu visa chegar a diversos públicos, de diferentes faixas etárias e diferentes níveis de literacia artística. 
O MNAC oferece, além das exposições, um amplo programa de encontros (com coleccionadores, artistas, historiadores de arte, cientistas e outros investigadores das diversas áreas do saber), de modo a alargar o leque de oferta e, consequentemente, dos públicos. Com uma abrangente e dinâmica política de publicação de catálogos, particularmente nas exposições de maior significado no que diz respeito à investigação dos artistas mais relevantes da história da arte contemporânea, o MNAC contribui também para a divulgação da investigação e para a valorização do património artístico nacional.

## Política de Aquisições
A política de aquisições tem-se desenvolvido, com grandes dificuldades ao longo dos anos, mas, sempre que possível de forma a colmatar as lacunas da colecção, sendo que as décadas de 1950 e 1960 encontram já muito significativas representações, bem como a década de 1990. Foi também dado início à integração na colecção de outros géneros artísticos, como sejam a fotografia e o vídeo, que constituem suportes de grande recorrência nas práticas artísticas contemporâneas.
A ausência de espaço tem-se revelado como um dos factores mais constrangedores para a diversidade de actividades que o museu procura desenvolver, seja a possibilidade de apresentar com carácter de continuidade as suas colecções, seja a de desenvolver exposições temporárias com a escala desejada ou ainda actividades pedagógicas.
Nesse sentido, e procurando colmatar as limitações espaciais, o MNAC tem tido uma política de mostrar, com carácter rotativo, núcleos da colecção, assim dando conta do crescimento do seu espólio e da investigação que vai sendo feita pelo museu em torno do mesmo. Essas exposições são ainda potenciadas por uma diversificada programação de Serviço Educativo, que vai das visitas orientadas a cursos, oficinas, palestras e mesas redondas e que tem também potenciado a organização de congressos internacionais e a parceria do MNAC com o meio académico nacional e internacional. 

## Colecção
A colecção de arte portuguesa, de 1850 à actualidade, constitui o mais extenso e significativo conjunto de obras de arte portuguesa contemporânea, incluindo Pintura, Escultura, Desenho, Gravura, Vídeo e Media Art. Em 1911, a criação de um Museu Nacional com a missão da Arte Contemporânea terá sido inédita e pioneira no contexto internacional. 
O programa expositivo articula-se em três grandes linhas: incide sobre núcleos de obras, artistas e movimentos representados em toda a extensão cronológica e disciplinar da colecção, propondo revisões e oferecendo novas pistas de investigação sobre as matérias tratadas. Além disso, sempre que possível, traz a Portugal exposições internacionais que se cruzam com as colecções do museu, apresenta obras de artistas contemporâneos internacionais. Com crescente frequência o MNAC recebe solicitações de empréstimo de obras para grandes exposições de museus nacionais e internacionais.

## Obras

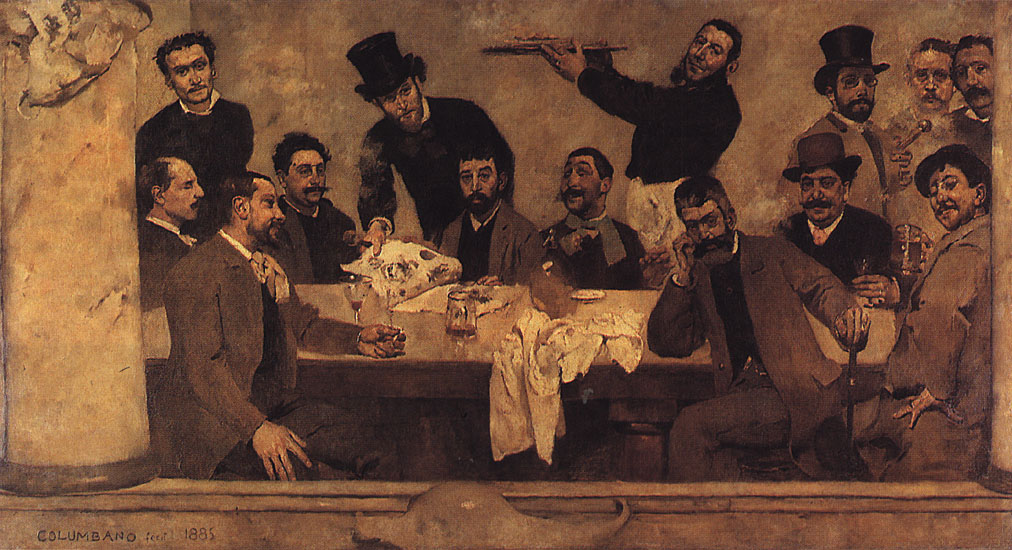
O Grupo do Leão Columbano Bordalo Pinheiro
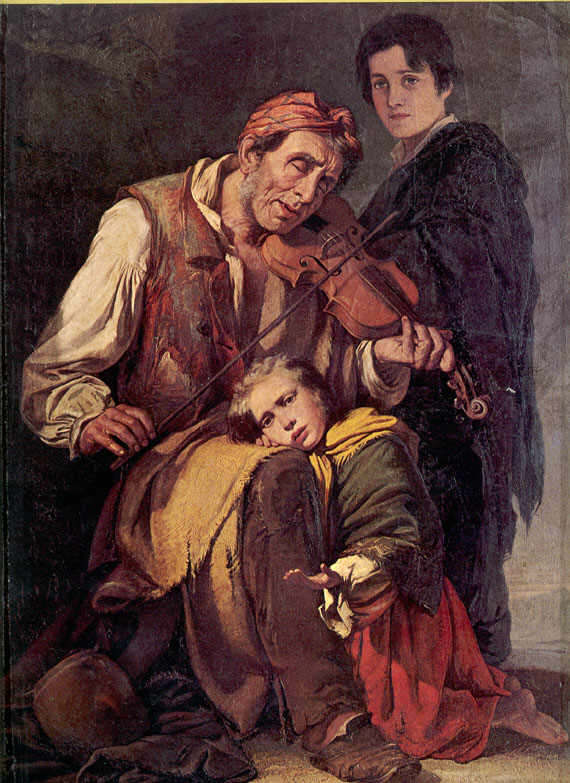
Cego Rabequista José Rodrigues
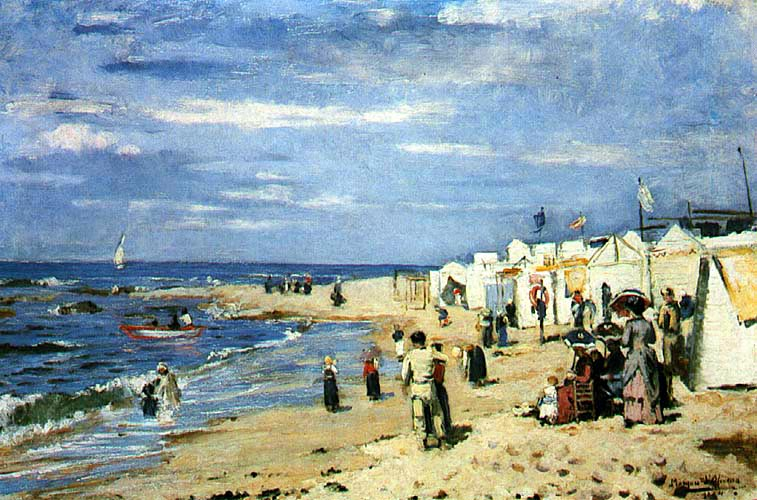
Praia de Banhos João Marques de Oliveira
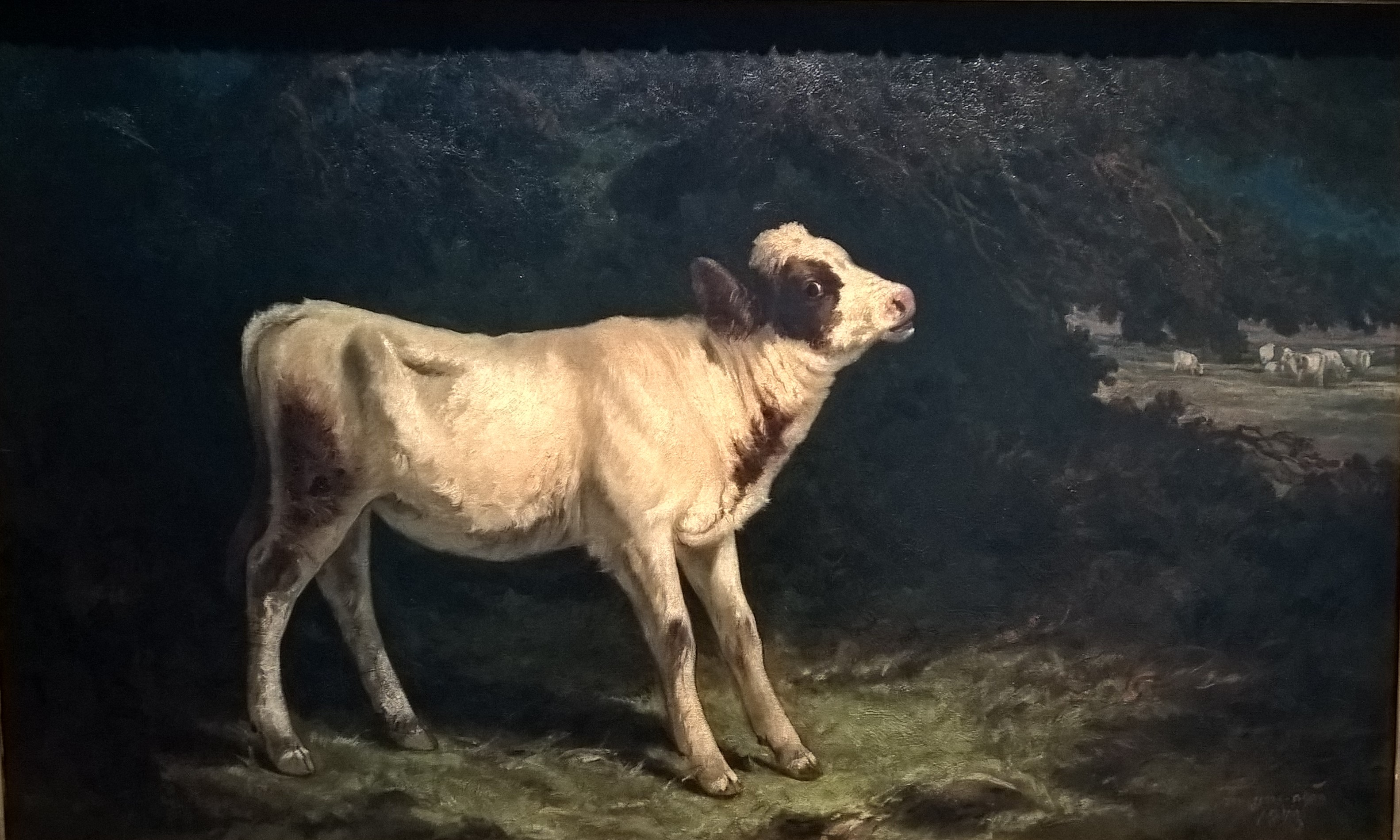
O Vitelo Tomás José D'Anunciação
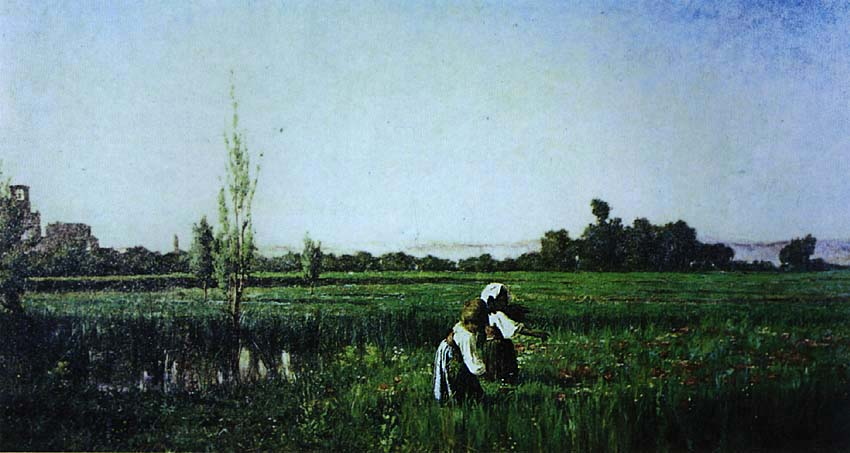
Campina Romana António Vaz
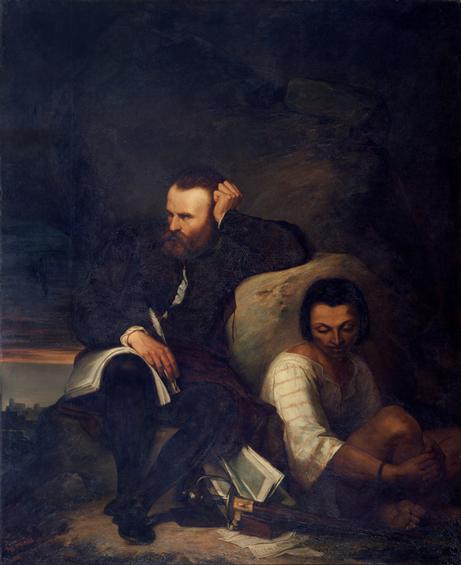
Camões na Gruta de Macau Francisco Augusto Metrass
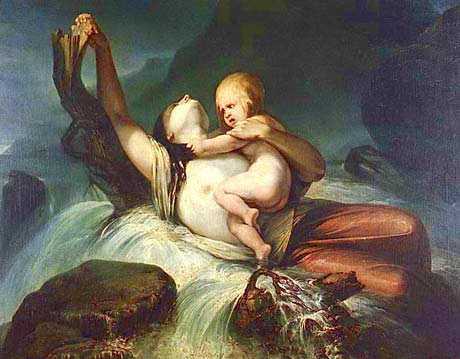
Só Deus! Francisco Augusto Metrass
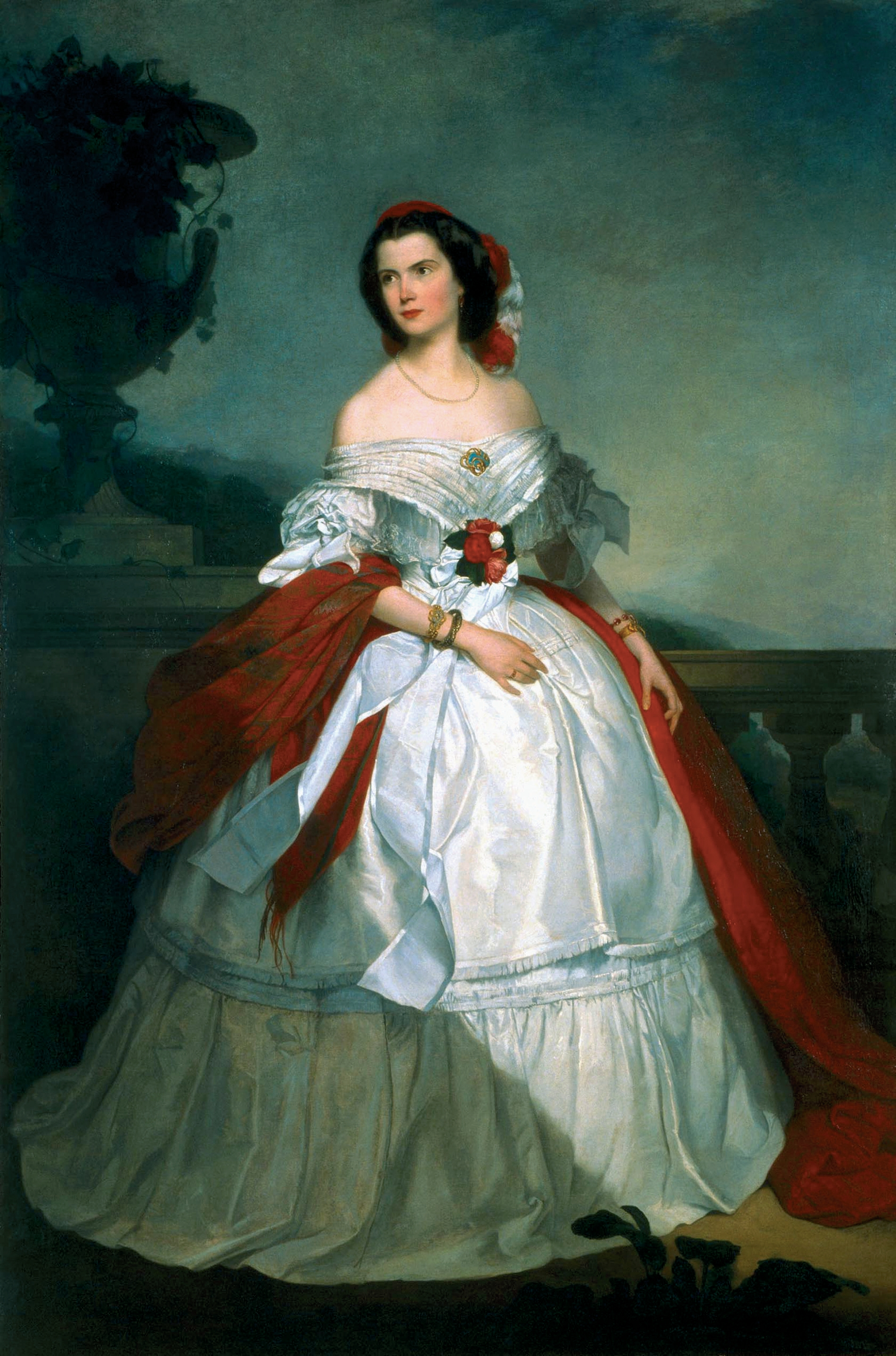
Retrato da Viscondessa de Meneses Luís de Meneses
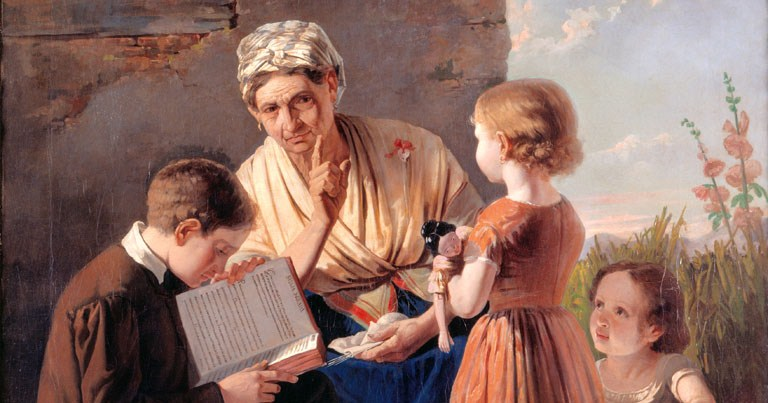
A Avó (detalhe) António José Patricio
Peixeirinhas (1938) - Pintura a óleo de Lino António no Museu do Chiado
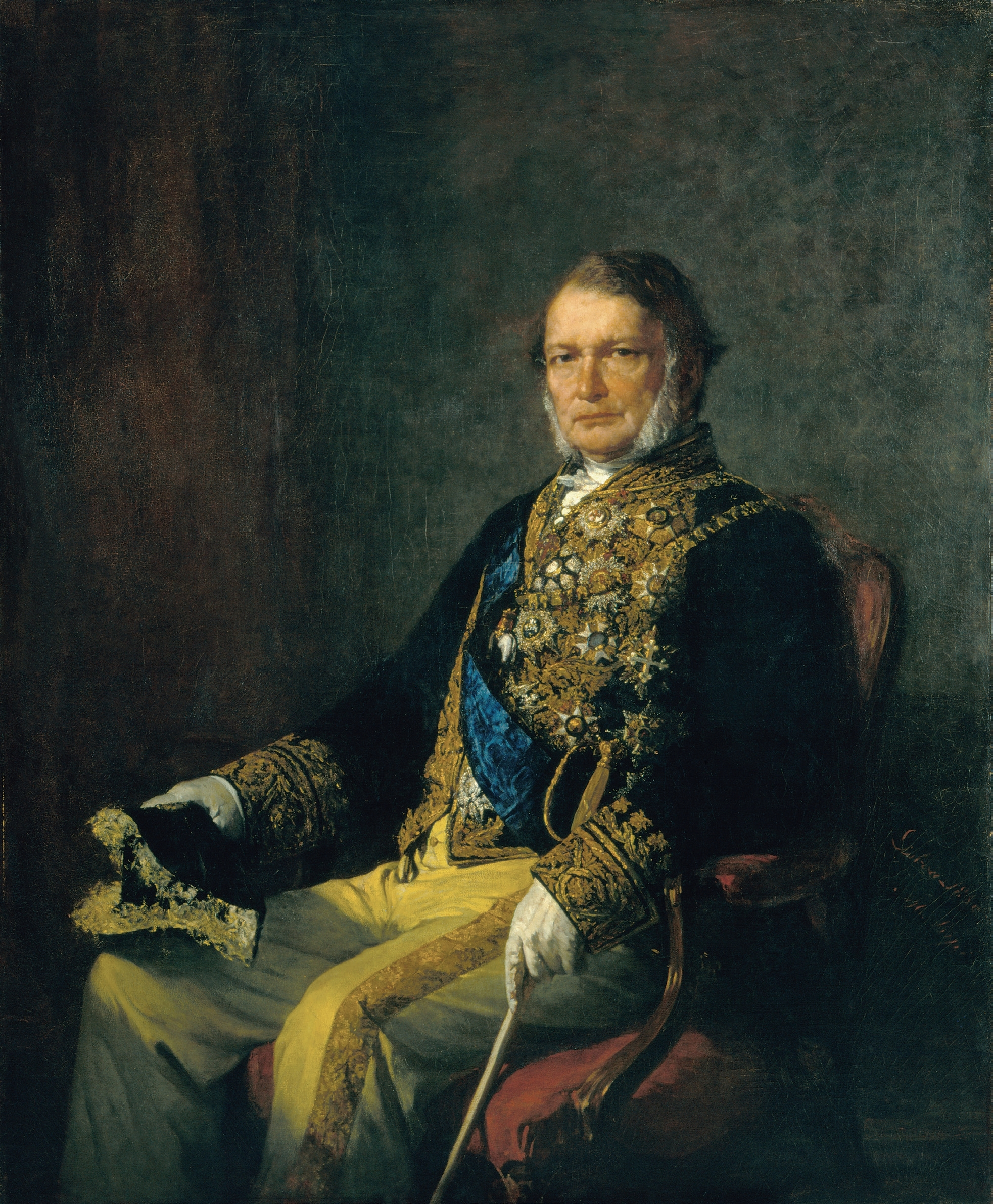
Retrato de Duque de Ávila (1870), Pintura a óleo de Miguel Lupi
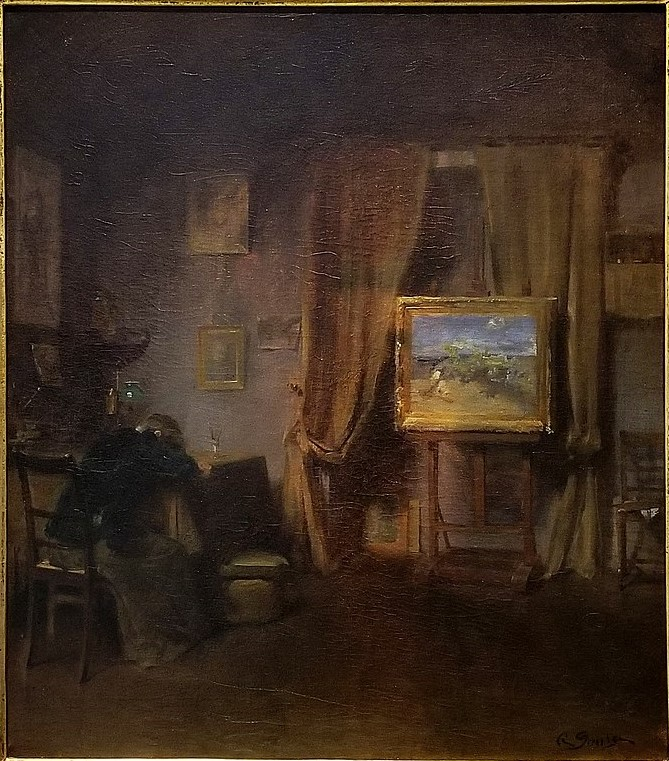
No atelier (1916) Aurélia de Sousa